# فرانسیس پیکابیا
فرانسیس پیکابیا (به فرانسوی: Francis Picabia) نویسنده و نقاش قرن بیستم اهل فرانسه بود. نقاشی های انتزاعی و سطحی او پر از رنگ و تضادهای شدید بود. او را از پیروان جنبش دادائیسم و سورئالیسم می دانند.

## نگارخانه

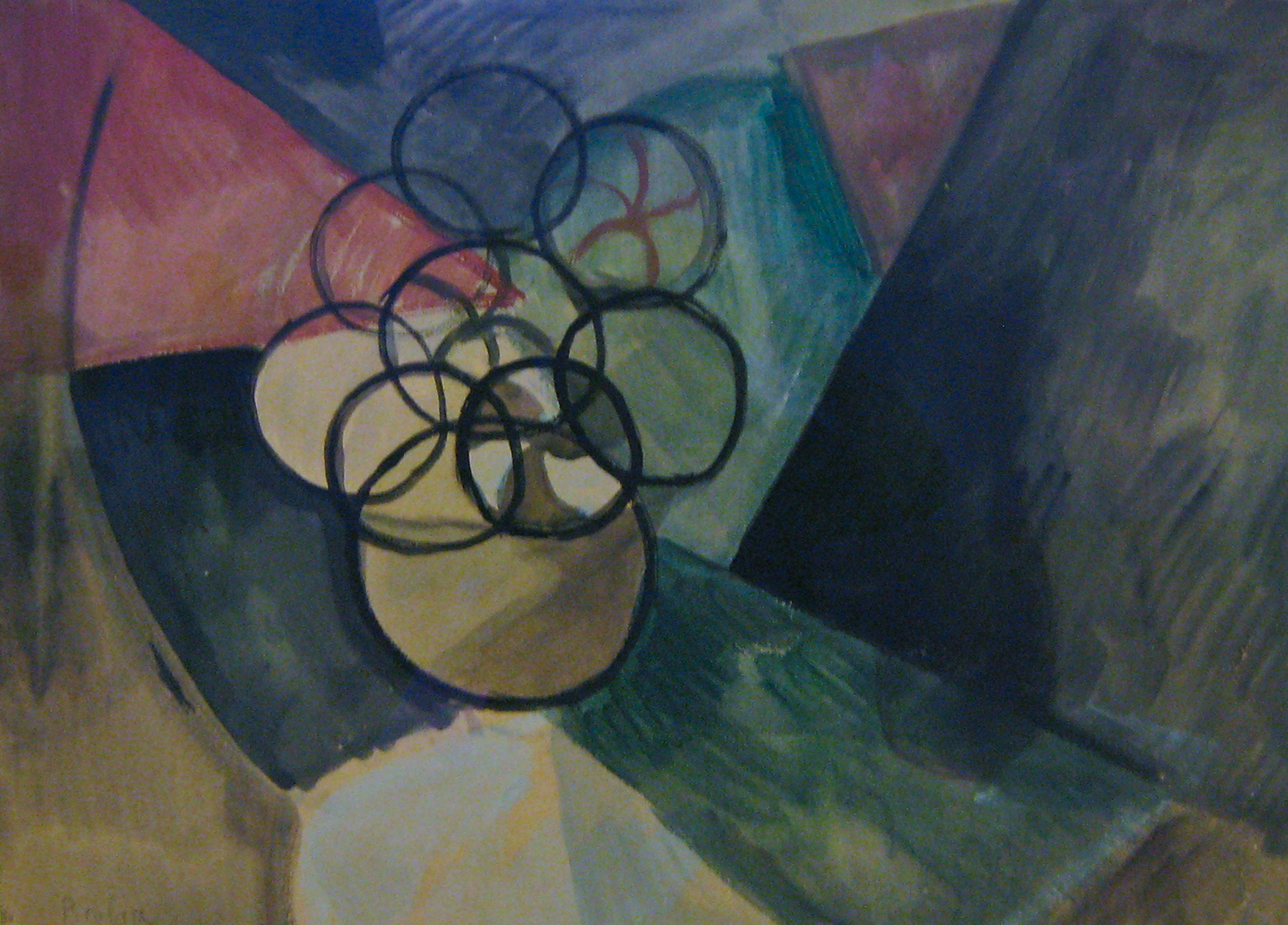
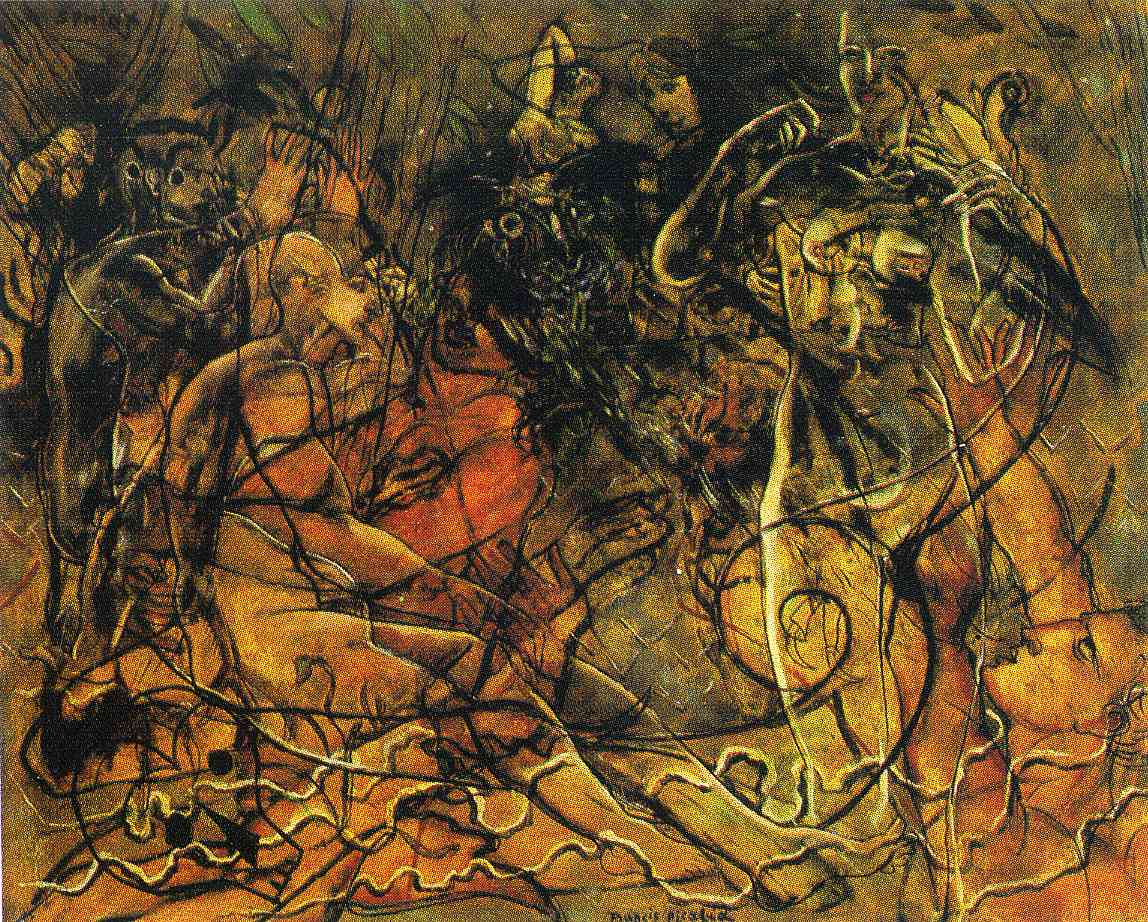